# Phil Johnson
Phil D. Johnson (Grace, Idaho, 1941) es un exjugador y entrenador de baloncesto estadounidense. Jugó al baloncesto en la Universidad de Utah State, y entrenó a la Universidad de Weber State.
En la NBA dirigió a tres equipos. Sacramento Kings en tres diferentes localizaciones: Sacramento, Kansas City, y Kansas City y Omaha, cuando el equipo jugaba en ambas ciudades, y Chicago Bulls.
Comenzó entrenando a Kansas City/Omaha Kings en la temporada 1973-74. Los Kings finalizaron la temporada regular 33-49, pero Johnson ganó el premio al Mejor Entrenador del año la temporada siguiente, en la que guio al equipo a 11 victorias más con respecto al año anterior, cosechando finalmente un récord de 44-38 y la primera participación de la franquicia en playoffs en siete años. Johnson consiguió 21 de 54 votos de la prensa, por delante de Al Attles (10) y K.C. Jones (5).

## Trayectoria
- Universidad de Weber State (1964-1968), (Ayudante)
- Universidad de Weber State (1968-1971)
- Chicago Bulls (1971-1973), (Ayudante)
- Kansas City Kings (1973-1978)
- Chicago Bulls (1979-1982), (Ayudante)
- Chicago Bulls (1982)
- Chicago Bulls (1982), (Ayudante)
- Utah Jazz (1982-1984), (Ayudante)
- Kansas City Kings (1984-1985)
- Sacramento Kings (1985-1987)
- Sacramento Kings (1988), (Ayudante)
- Utah Jazz (1988-2011), (Ayudante)